# Buty na brzegu Dunaju

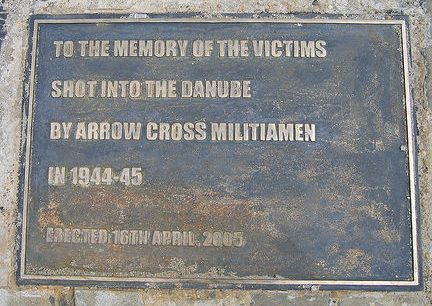
Tablica pamiątkowa w wersji angielskiej

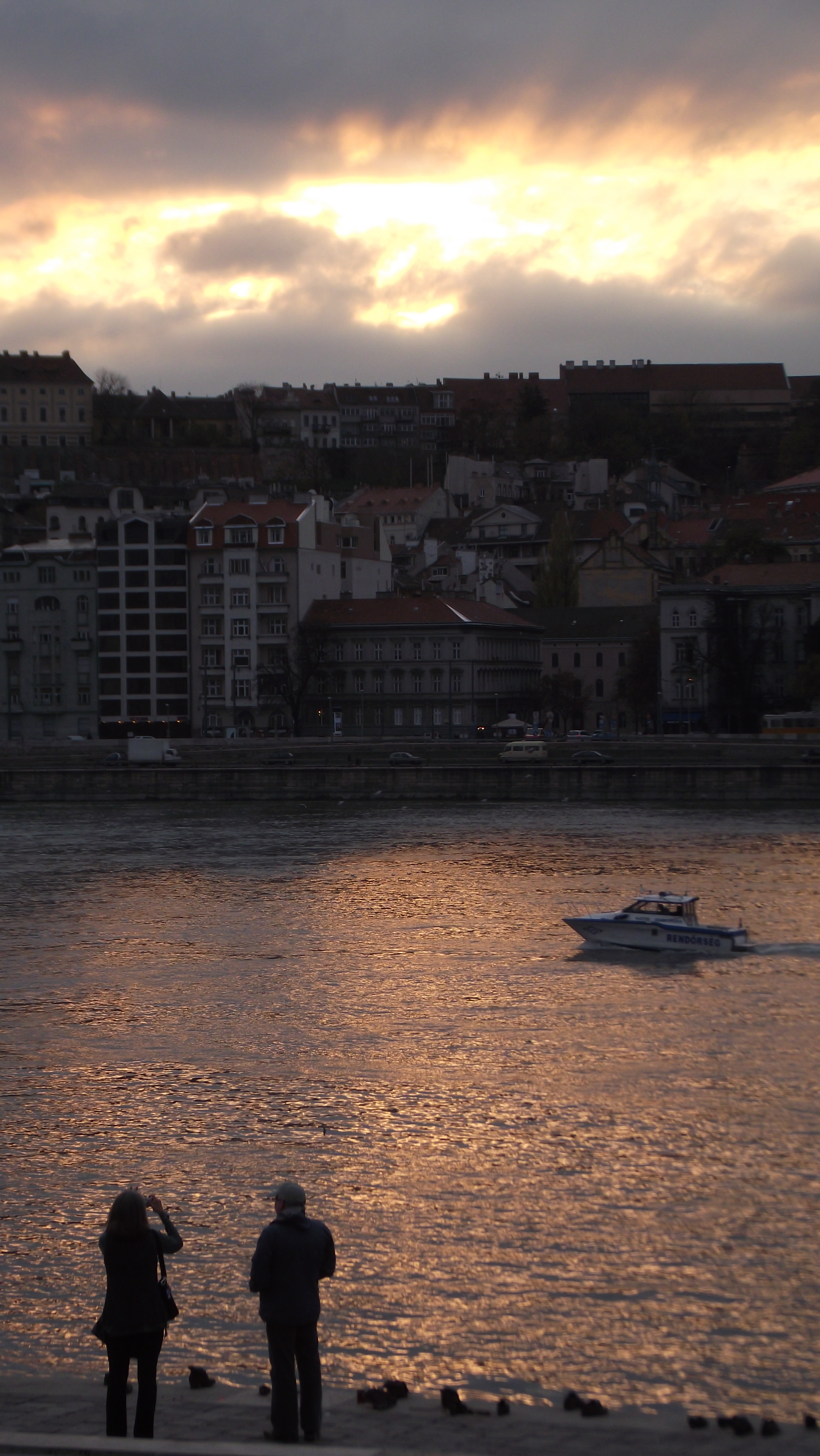
O zachodzie słońca

Buty na brzegu Dunaju, (węg. Cipők a Duna-parton) – budapeszteński pomnik Holokaustu, stworzony według pomysłu reżysera filmowego Cana Togaya i zaprojektowany przez artystę-rzeźbiarza Gyulę Pauera.

## Odsłonięcie pomnika
Pomnik odsłonięto 16 kwietnia 2005 o godzinie 21.30.
W Dniu Pamięci Ofiar Zagłady tysiące ludzi zebrały się w Budapeszcie. Uczestnicy Marszu Żywych przeszli z pochodniami na brzeg Dunaju obok placu Kossutha, gdzie Péter Kiss, ówczesny minister i szef kancelarii premiera, w obecności samego premiera odsłonił pomnik, stanowiący pamiątkę po ludziach, którzy w czasach terroru strzałokrzyżowców zostali tutaj rozstrzelani, a ich ciała wpadły do Dunaju.
17 kwietnia 2005 w niedzielę odbyło się sakralne odsłonięcie przez przedstawicieli kościołów:
- Pétera Kardosa, głównego rabina
- Gézę Szabó, kanonika, wikariusza bazyliki św. Stefana
- Ferenca Cselovszkyego, proboszcza kościoła ewangelickiego na placu Deáka
- Gábora Berkesiego, duchownego kościoła reformowanego

Napis na tablicy pamiątkowej w języku węgierskim, angielskim i hebrajskim głosi:
„Pamięci budapeszteńskich ofiar rozstrzelanych nad brzegiem Dunaju przez uzbrojonych strzałokrzyżowców”
„Odsłonięto 16 kwietnia 2005”

## Fundacja Marszu Żywych
Fundacja Marszu Żywych (March of the Living Foundation) to utworzona 20 lat temu międzynarodowa organizacja, do której należą obecnie 53 kraje.
Marsz Żywych od 2002 roku odbywa się również na Węgrzech. Pochód z pochodniami i uroczystość odbywa się zawsze 16 kwietnia, oprócz tych dni, gdy 16 kwietnia przypada w piątek. Wtedy właśnie w 1944 r. rozpoczęło się przesiedlanie węgierskich Żydów do gett. W czasie pochodu są wspominani Żydzi, Cyganie, osoby prześladowane z powodu swojego homoseksualizmu, bojownicy ruchu oporu i ci, którzy ratowali prześladowanych.
W 2008 r. uroczystości rozpoczęły się na placu przed Wielką Synagogą na ulicy Dohány, skąd pochód z pochodniami doszedł do pomnika „Buty na brzegu Dunaju”
Pomysł wydarzenia powstał w czasie pierwszego rządu Viktora Orbána, kiedy w styczniu 2000 r. Zoltán Pokorni, ówczesny minister szkolnictwa, przedstawił propozycję marszu z pochodniami upamiętniającego te wydarzenia, który jeszcze w tym samym roku został przyjęty przez Zgromadzenie Narodowe.

## Szwedzka akcja ratunkowa w styczniu 1945 r. na brzegu Dunaju
8 stycznia 1945 r. wieczorem strzałokrzyżowcy uprowadzili z budynku szwedzkiej ambasady na ulicy Üllői 154 osoby i poprowadzili je w stronę brzegu Dunaju. Uzbrojeni policjanci pod dowództwem Károlya Szabó, zatrudnieni przez szwedzką ambasadę, oswobodzili uprowadzonych. Rodzina Jakobovits w 1947 r. zeznała: „Staliśmy na brzegu Dunaju twarzą w stronę wody, kiedy przyszedł ratunek”.
Wśród 154 uratowanych był Lajos Stöckler i jego ośmioosobowa rodzina, Edit i László Ernster, Gábor Forgács, Jakob Steiner wraz z matką i rodzeństwem, Éva Löw i Anna Klaber. Ojca Jakoba Steinera nie udało się uratować, bo już 25 grudnia 1944 r. strzałokrzyżowcy zastrzelili go nad Dunajem. Ojciec Jakoba Steinera był węgierskim oficerem i 4 lata spędził w niewoli w czasie I wojny światowej na froncie rosyjskim.
Później Lajos Stöckler, w latach 1945–1948 przewodniczący Gminy Żydowskiej w Budapeszcie, był w 1953 r. jednym z oskarżonych w pokazowym procesie, który miał wykazać, że szwedzki polityk Raoul Wallenberg padł ofiarą spisku węgierskich syjonistów. Chemik László Ernster (1920–1998) został później w Szwecji członkiem Komitetu Noblowskiego i Rady Dyrektorów Fundacji Nobla. Biolog Jakob Steiner wykładał na Uniwersytecie Hebrajskim w Jerozolimie, Éva Löw i Anna Klaber były lekarkami w Bazylei.
Erwin Korányi opisał w swojej książce biograficznej, która ukazała się w 2006 roku, noc 8 stycznia 1945, kiedy uratował się od rozstrzelania przez strzałokrzyżowców nad Dunajem. „Policjanci, którzy nieoczekiwanie się zjawili, wyciągnęli broń na strzałokrzyżowców. Jednym z wysokich rangą policjantów był Pál Szalai, współpracujący z Wallenbergiem. Drugim oficerem policji był Károly Szabó, ubrany w skórzany płaszcz. (...) W grupie uratowanych widziałem również Lajosa Stoecklera”.
Pál Szalai otrzymał 7.04.2009 pośmiertnie odznaczenie Sprawiedliwy wśród Narodów Świata i Odznakę za Odwagę.
Károly Szabó otrzymał 12.11.2012 pośmiertnie odznaczenie Sprawiedliwy wśród Narodów Świata.
4.08.2010 r. Międzynarodowa Fundacja Mensch (Mensch Nemzetközi Alapítvány), Krajowe Stowarzyszenie Członków Służby Pracowniczej (Munkaszolgálatosok Országos Egyesülete), Fundacja Carla Lutza (Carl Lutz Alapítvány), Budapeszteński Instytut Holokaustu (Budapesti Holokauszt Intézet) i Fundacja Użytku Publicznego Pamięci lat 1944–2004 (Emlékezés 1944–2004 Közhasznú Alapítvány) wydały pamiątkowy dyplom na cześć Károlya Szabó. Po wprowadzeniu wygłoszonym przez prof. dr Szabolca Szitę, przemawiali Aliza Bin–Noun, ambasadorka Izraela, dr János Hóvári, ambasador, sekretarz stanu i prof. dr József Schweitzer główny rabin Węgier w stanie spoczynku.

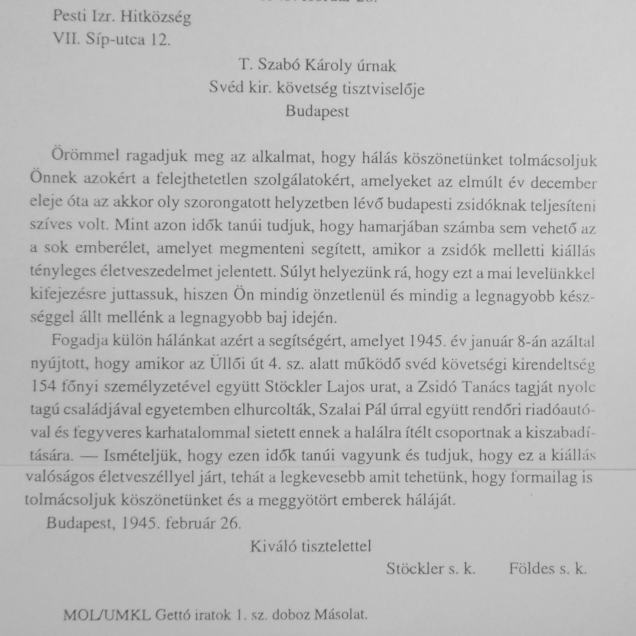
Oświadczenie Lajosa Stöcklera o uratowaniu 154 prześladowanych osób – z podziękowaniami dla Károlya Szabó, pismo z Węgierskiego Archiwum Krajowego
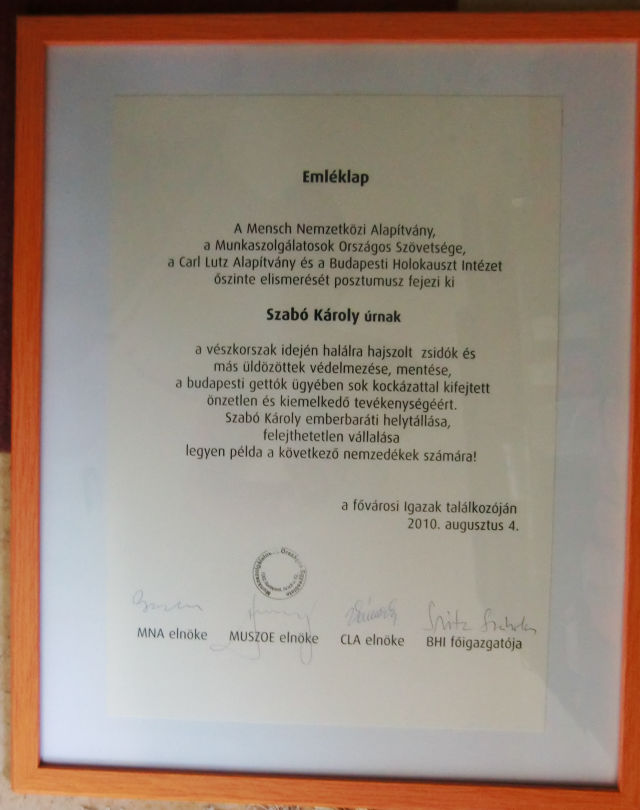
Dyplom dla Károlya Szabó z 4 sierpnia 2010[9].
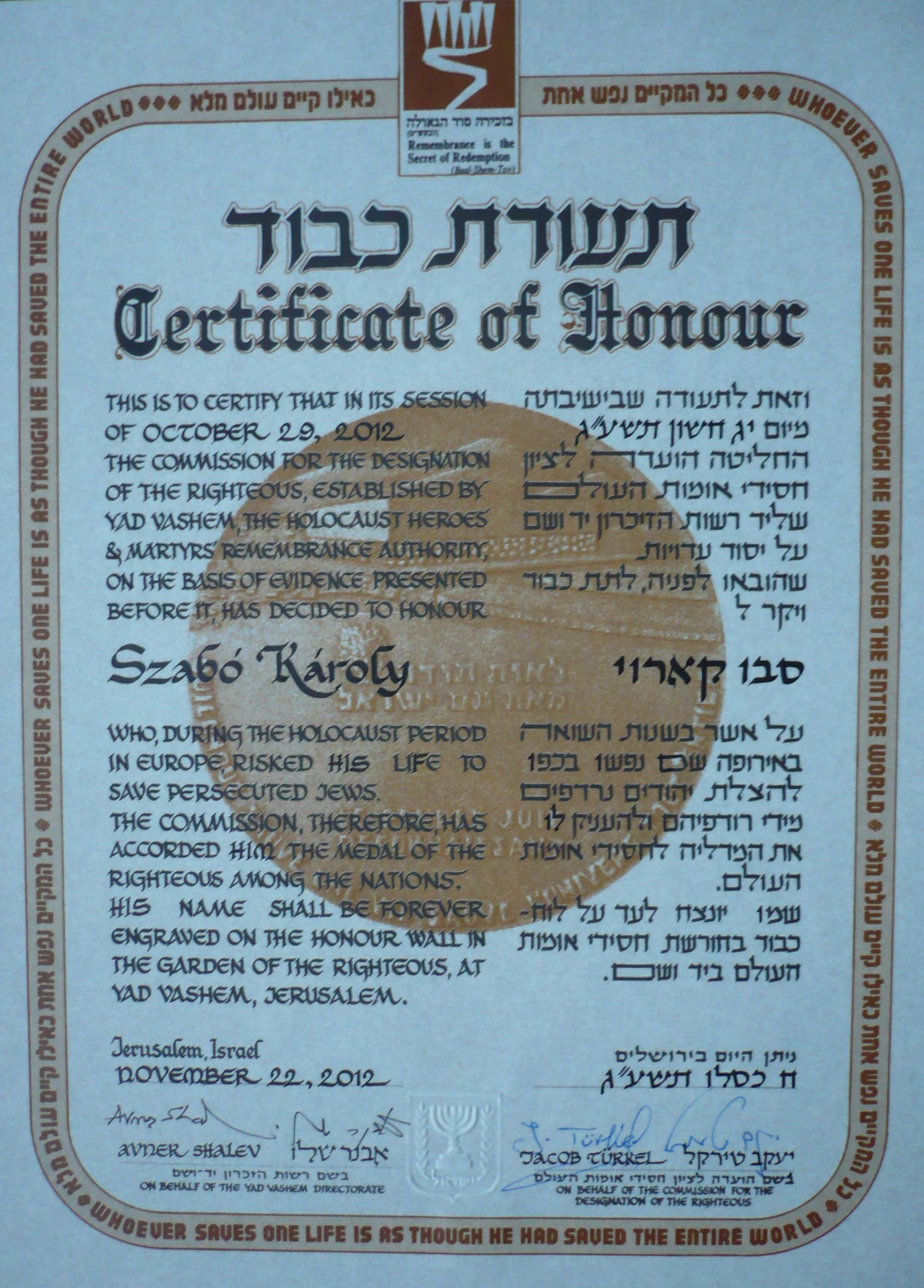
Károly Szabó – Sprawiedliwy wśród Narodów Świata

## Internet
- http://www.pauergyula.hu/
- Bank Danych Jad Waszem: "akcja ratunkowa" na brzegu Dunaju

## Filmy na temat holokaustu na Węgrzech
- Félix Máriássy: Budapesti Tavasz (Budapeszteńska wiosna) (1955) Główny bohater filmu, Zoltán po przybyciu oddziałów radzieckich wyrusza na poszukiwanie ukochanej, przybywa na brzeg Dunaju i tam znajduje tylko buty zamordowanych, a wśród nich buty Jutki[10].

## Wiadomości prasowe
- Kompozycja nazwana „Butami na brzegu Dunaju”, (A Cipők a Duna-parton)" stanowi pamiątkę po ludziach rozstrzelanych nad brzegiem Dunaju w czasie terroru strzałokrzyżowców. Artysta rzeźbiarz wykonał z żeliwa sześćdziesiąt par butów z tamtego okresu. Za płytą z naturalnego kamienia obramowującą nabrzeże, do której przymocowano buty, ciągnie się długa na 40 metrów i wysoka na 70 cm kamienna płyta. W trzech miejscach pomnika można przeczytać umieszczony na żeliwnych tablicach napis po węgiersku, angielsku i hebrajsku: "„Pamięci budapeszteńskich ofiar rozstrzelanych nad brzegiem Dunaju przez uzbrojonych strzałokrzyżowców odsłonięto 16 kwietnia 2005". Źródło: MTI 16 kwietnia 2005.

- Népszabadság Online, 15 kwietnia 2005. "W sobotę odsłonięto pomnik ofiar holokaustu, w dniu pamięci ofiar holokaustu w Budapeszcie. Sześćdziesiąt par odlanych z żeliwa butów, zgodnych z wzornictwem z okresu terroru strzałokrzyżowców, stanowi pomnik ludzi rozstrzelanych przez nich nad brzegiem Dunaju na odcinku między placami Roosevelta i Kossutha."

- 15 lipca 2009 r. nieznani sprawcy powkładali do części butów resztki zwierzęce[11], przypuszczalnie była to reakcja na twórczą reinterpretację pomnika Turula przez Liane Lane[12].

## Literatura
- Menschenretter, Opfer, Gerechter - eBook
- Dreams and Tears: Chronicle of a Life, Erwin K. Koranyi, General Store Publishing House, 2006, ISBN 1-897113-47-1, 9781897113479 (str. 89 - 90)
- Artykuły na stronie domowej Gyuli Pauera
- MOL/UMKL - Magyar Országos Levéltár dokumentumok a Budapesti Gettó megmentéséről 1997 (Dokumenty Węgierskiego Archiwum Krajowego na temat uratowania budapeszteńskiego getta, 1997) - Várostörténeti tanulmányok Szekeres József könyve (książka Józsefa Szekeresza o badaniach historii miasta), str. 202-203
- József Szekeres: Saving the Ghettos of Budapest in January 1945, ISBN 963-7323-14-7, Budapest 1997, Publisher: Budapest Archives
- Forgács Gábor: Recollections and Facts; My Days with Raoul Wallenberg (Emlék és Valóság), ISBN 963-06-0003-X, Budapest 2006, in the list of saved persons January 8. 1945. Lars Ernster rescued to Sweden, around 1970 member of the Board of Nobel Foundation